# Nederlands Veteraneninstituut
Het Nederlands Veteraneninstituut is een Nederlandse stichting voor de ondersteuning van en hulp aan Nederlandse oorlogsveteranen die het veteranenbeleid van het ministerie van Defensie uitvoert. Tevens onderhoudt het Nederlands Veteraneninstituut contact met veteranenorganisaties, hulpverleningsinstellingen en maatschappelijke organisaties en is het verantwoordelijk voor de informatievoorziening over de zorg voor veteranen. Het Nederlands Veteraneninstituut heeft een raad van toezicht (voorzitter Jack de Vries), een directeur-bestuurder en een directieraad. Ook heeft het een aantal lijnafdelingen, waarvan de managers zitting hebben in de directieraad. Daarnaast zijn er stafafdelingen, zoals het Veteranenloket, de afdeling Control, het bestuurssecretariaat en de afdeling Ketenzorg, Innovatie en Kwaliteit. In deze laatste afdeling is het programmabureau van het Landelijk Zorgsysteem voor Veteranen (LZV) ondergebracht. De voorzitter van het LZV heeft zitting in de directieraad. De directeur is brigadegeneraal Paul Hoefsloot.

## Oprichting
Het Veteraneninstituut werd in 2000 opgericht als bundeling van alle dienstverlening aan veteranen die tot dan toe werd verstrekt door onder meer het ministerie van Defensie en de Bond van Nederlandse Militaire Oorlogs- en Dienstslachtoffers (BNMO). Sinds 2003 viel het Veteraneninstituut onder een overkoepelende stichting: Stichting Veteraneninstituut. Op 1 januari 2021 is het Nederlands Veteraneninstituut gestart. Zes organisaties, waaronder het voormalig Veteraneninstituut, die zich al jaren inzetten voor veteranen, dienstslachtoffers, oorlogsgetroffenen uit de Tweede Wereldoorlog, (oud-)geüniformeerden en hun relaties, zijn samengegaan tot één organisatie. Deze organisatie zet zich breed in voor erkenning, waardering en zorg voor veteranen en hun thuisfront. 

## Nederlandse veteranen
In Nederland vallen de volgende personen onder de definitie veteraan: De militair, de gewezen militair, of de gewezen dienstplichtige, van de Nederlandse krijgsmacht, dan wel van het Koninklijk Nederlands-Indisch Leger, alsmede degene die behoorde tot het vaarplichtig koopvaardijpersoneel, die het Koninkrijk der Nederlanden heeft gediend onder oorlogsomstandigheden dan wel heeft deelgenomen aan een missie ter handhaving of bevordering van de internationale rechtsorde voor zover deze missie bij regeling van Onze Minister is aangewezen. 
In 2014 kende minister van Defensie Jeanine Hennis-Plasschaert de veteranenstatus ook toe aan militairen die hebben deelgenomen aan de beëindiging van de gijzelingsacties in 1977.

## Taken Nederlands Veteraneninstituut
Iedere Nederlandse veteraan (en het thuisfront) heeft recht op erkenning, hulp en ondersteuning door het Nederlands Veteraneninstituut. De erkenning bestaat onder andere uit het uitreiken van de veteranenpas en het Draaginsigne Veteranen. Tevens is het Nederlands Veteraneninstituut belast met de uitreiking van het Draaginsigne Gewonden aan veteranen die de militaire dienst reeds hebben verlaten. Ook ondersteunt het het Nederlands Veteraneninstituut de organisatie van de Nederlandse Veteranendag.
Het Veteranenloket, onderdeel van het Nederlands Veteraneninstituut, biedt toegang tot bestaande zorg en dienstverlening van het ministerie van Defensie,  het Landelijk Zorgsysteem voor Veteranen (LZV), het Algemeen Burgerlijk Pensioenfonds (ABP) en het Veteranen Platform (VP). Voor een acute zorgvraag is het loket ook buiten kantooruren bereikbaar.
Het Nederlands Veteraneninstituut fungeert verder als kennis- en onderzoekscentrum voor alle met veteranen in verband staande onderwerpen.
Naast hulp- en dienstverlening aan veteranen en dienstslachtoffers, biedt het Nederlands Veteraneninstituut psychosociale hulpverlening, begeleiding en training aan andere (oud-)geüniformeerden en hun thuisfront. Verder is er een speciaal team voor oorlogs- en geweldsgetroffenen van de Tweede Wereldoorlog. Het uiteindelijke doel is dat zij ondanks psychosociaal belastende ervaringen door kunnen met hun leven en dagelijks functioneren.